# CAF Confederation Cup 2008
De CAF Confederation Cup 2008 was de vijfde editie van de Afrikaanse versie van de UEFA Cup. Het Tunesische Club Sportif Sfaxien wist het toernooi voor de tweede keer te winnen.

## Uitslagen

### Voorronde
De heenwedstrijden werden op 15, 16 en 17 februari gespeeld.
De terugwedstrijden werden op 29 februari, 1 en 2 maart gespeeld.
| Team 1                 | Tot.         | Team 2                 | 1e wedstr. | 2e wedstr. |
| ---------------------- | ------------ | ---------------------- | ---------- | ---------- |
| US Masséda             | 3-1          | UNB                    | 2-0        | 1-1        |
| Monrovia Black Star FC | 0-3          | Satellite FC           | 0-0        | 0-3        |
| AS Mangasport          | 5-0          | AS-FNIS                | 3-0        | 2-0        |
| Ports Authority        | 0-4          | ES Bingerville         | 0-1        | 0-3        |
| AS Maniema Union       | 3-0          | Akonangui FC           | 3-0        | 0-0        |
| Express FC             | 2-1          | Inter Star             | 1-0        | 1-1        |
| AS Adema               | 1-2          | Young Africans FC      | 1-0        | 0-2        |
| Highlanders FC         | 3-1          | Ferroviário de Nampula | 3-0        | 0-1        |
| Chipukizi              | 0-7          | Green Buffaloes        | 0-5        | 0-2        |
| Harrar Beer            | 2-2 ns (4-5) | Rayon Sport            | 2-0        | 0-2        |
| Anse Réunion           | 2-1          | Petite Rivière         | 2-1        | 0-0        |
| JS de Talangai         | 3-5          | Mount Cameroon FC      | 2-1        | 1-4        |
| AS Coton               | *            | Al Akhdar Derna        |            |            |

* Niet gespeeld.
Opmerking: Op 10 februari 2008 maakte de CAF bekend dat de clubs uit Centraal-Afrikaanse Republiek, Kenia, Rwanda, Sierra Leone en Tsjaad, waren uitgesloten voor deze competitie omdat ze hun financiën niet op orde hadden.

### Tweede ronde
De heenwedstrijden werden op 21, 22 en 23 maart gespeeld.
De terugwedstrijden werden op 4 en 5 april gespeeld.
| Team 1               | Tot.         | Team 2            | 1e wedstr. | 2e wedstr. |
| -------------------- | ------------ | ----------------- | ---------- | ---------- |
| Issia Wazi           | 3-4          | US Masséda        | 2-0        | 1-4        |
| Rachad Bernoussi     | 3-3 (u)      | Espérance         | 3-1        | 0-2        |
| Djoliba AC           | 3-0          | Satellite FC      | 2-0        | 1-0        |
| Petro Atletico       | 1-3          | AS Mangasport     | 1-2        | 0-1        |
| ASC Linguère         | 3-3 ns (5-3) | ES Bingerville    | 3-0        | 0-3        |
| Club Sportif Sfaxien | 2-1          | JSM Béjaïa        | 1-0        | 1-1        |
| Les Astres FC        | 2-0          | AS Maniema Union  | 2-0        | 0-0        |
| AS Vita Club         | 0-0 ns(4-2)  | Express FC        | 0-0        | 0-0        |
| Al Akhdar Derna      | 2-1          | Young Africans FC | 1-1        | 1-0        |
| MC Algiers           | 0-1          | Haras El Hodood   | 0-0        | 0-1        |
| Green Buffaloes FC   | 1-2          | Highlanders FC    | 1-1        | 0-1        |
| Al-Merrikh           | 3-0          | Rayon Sport       | 3-0        | 0-0        |
| Ajax Cape Town       | 5-1          | Anse Réunion      | 1-0        | 4-1        |
| Primeiro Maio        | 1-2          | Mount Cameroon FC | 0-2        | 1-0        |
| Casa Sport           | 1-2          | Dolphin FC        | 0-0        | 1-2        |
| Wikki Tourists       | 3-6          | Asante Kotoko     | 2-2        | 1-4        |

### Derde ronde
De heenwedstrijden werden op 25, 26 en 27 april gespeeld.
De terugwedstrijden werden op 9, 10 en 11 mei gespeeld.
| Team 1         | Tot.    | Team 2               | 1e wedstr. | 2e wedstr. |
| -------------- | ------- | -------------------- | ---------- | ---------- |
| US Masséda     | 2-6     | Espérance            | 1-0        | 1-6        |
| Djoliba AC     | 5-2     | AS Mangasport        | 3-1        | 2-1        |
| ASC Linguère   | 4-4 (u) | Club Sportif Sfaxien | 3-2        | 1-2        |
| Les Astres FC  | (u) 1-1 | AS Vita Club         | 0-0        | 1-1        |
| Al Akhdar      | 1-2     | Haras El Hodood      | 1-1        | 0-1        |
| Highlanders FC | 1-5     | Al-Merreikh Omdurman | 0-2        | 1-3        |
| Ajax Cape Town | 5-6     | Mount Cameroon FC    | 5-1        | 0-5        |
| Dolphin FC     | 3-4     | Asante Kotoko        | 2-0        | 1-4        |

### Laatste 16
De heenwedstrijden werden op 11, 12 en 13 juli gespeeld.
De terugwedstrijden werden op 25, 26 en 27 juli gespeeld.
| Team 1              | Tot.          | Team 2               | 1e wedstr. | 2e wedstr. |
| ------------------- | ------------- | -------------------- | ---------- | ---------- |
| Etoile du Sahel     | 2-0           | Espérance            | 2-0        | 0-0        |
| Club Africain       | 0-0 (5-3 Pen) | Djoliba AC           | 0-0        | 0-0        |
| Platinum Stars      | 2-4           | Club Sportif Sfaxien | 2-2        | 0-2        |
| JS Kabylie          | 2-1           | Les Astres FC        | 1-1        | 1-0        |
| Mamelodi Sundowns   | 1-2           | Haras El Hodood      | 1-0        | 0-2        |
| Olympique Khouribga | 2-2 (u)       | Al-Merreikh Omdurman | 2-2        | 0-0        |
| GD Interclube       | 3-2           | Mount Cameroon FC    | 2-1        | 1-1        |
| Al Ittihad Tripoli  | 3-4           | Asante Kotoko        | 2-1        | 1-3        |

### Groepsfase

#### Groep A
| Team                 | Pld | W | D | L | GF | GA | GD  | Pts |
| -------------------- | --- | - | - | - | -- | -- | --- | --- |
| Club Sportif Sfaxien | 6   | 4 | 1 | 1 | 11 | 6  | +5  | 13  |
| Haras El Hodood      | 6   | 3 | 1 | 2 | 10 | 6  | +4  | 10  |
| Club Africain        | 6   | 2 | 2 | 2 | 7  | 6  | +1  | 8   |
| GD Interclube        | 6   | 1 | 0 | 5 | 6  | 16 | −10 | 3   |

|                            |                                                                         |     |                 |                                                           |
| 16 augustus 2008 18:30 GMT | Club Sportif Sfaxien                                                    | 4-1 | GD Interclube   | Stade Taïeb Mhiri, Sfax Scheidsrechter: Diouf Abdou Samba |
| 16 augustus 2008 18:30 GMT | Nafti Abdekkrim 17' Soumah Naby 41' Agyemang Opoku 50' Hamza Younes 65' |     | Pedro Costa 86' | Stade Taïeb Mhiri, Sfax Scheidsrechter: Diouf Abdou Samba |

|                            |                                        |     |                     |                                |
| 17 augustus 2008 14:00 GMT | Haras El Hodood                        | 2-1 | Club Africain       | Alexandria Stadium, Alexandria |
| 17 augustus 2008 14:00 GMT | Mohamed Fawzi 67' Ahmed Abdelghani 80' |     | Zouheir Dhaouadi 7' | Alexandria Stadium, Alexandria |

|                            |               |     |                      |                                                                       |
| 30 augustus 2008 18:10 UTC | Club Africain | 0-0 | Club Sportif Sfaxien | Stade Olympique d'El Menzah, Tunis Scheidsrechter: El Achiri Abdellah |
| 30 augustus 2008 18:10 UTC |               |     |                      | Stade Olympique d'El Menzah, Tunis Scheidsrechter: El Achiri Abdellah |

|                            |               |     |                 |                                                                |
| 31 augustus 2008 18:00 UTC | GD Interclube | 1-0 | Haras El Hodood | Estádio dos Coqueiros ,Luanda Scheidsrechter: Kaoma Wellington |
| 31 augustus 2008 18:00 UTC |               |     |                 | Estádio dos Coqueiros ,Luanda Scheidsrechter: Kaoma Wellington |

|                             |                                                                           |     |                      |                                |
| 12 september 2008 19:30 UTC | Haras El Hodood                                                           | 3-1 | Club Sportif Sfaxien | Alexandria Stadium, Alexandria |
| 12 september 2008 19:30 UTC | Ahmed Eid Abd El Malek 13' Ahmed Abdelghani 16' Abdul Hamid Bassiouny 40' |     | Kouassi Blaise 19'   | Alexandria Stadium, Alexandria |

|                             |                                                            |     |               |                                    |
| 14 september 2008 20:00 UTC | Club Africain                                              | 3-0 | GD Interclube | Stade Olympique d'El Menzah, Tunis |
| 14 september 2008 20:00 UTC | Junior Osagie 16' Wissem Ben Yahia 21' Oussama Sellami 81' |     |               | Stade Olympique d'El Menzah, Tunis |

|                             |                      |     |                 |                                                          |
| 19 september 2008 20:00 UTC | Club Sportif Sfaxien | 1-0 | Haras El Hodood | Stade Taïeb Mhiri, Sfax Scheidsrechter: Ould Lemghambodj |
| 19 september 2008 20:00 UTC | Issam Merdassi 25'   |     | Kameni (GK)     | Stade Taïeb Mhiri, Sfax Scheidsrechter: Ould Lemghambodj |

|                             |               |     |                                                              |                                                                 |
| 21 september 2008 18:00 UTC | GD Interclube | 1-2 | Club Africain                                                | Estádio dos Coqueiros ,Luanda Scheidsrechter: Fakudze Mbongseni |
| 21 september 2008 18:00 UTC | 90'           |     | Wissem Ben Yahia 2' Abdelmoneem Derbali 42' Wissem Ben Yahia | Estádio dos Coqueiros ,Luanda Scheidsrechter: Fakudze Mbongseni |

|                          |                    |     |                  |                                                                 |
| 5 oktober 2008 17:10 UTC | Club Africain      | 1-1 | Haras El Hodood  | Stade Olympique d'El Menzah, Tunis Scheidsrechter: Tamuni Wahid |
| 5 oktober 2008 17:10 UTC | Sellami 32' (pen.) |     | Abd El-Ghany 49' | Stade Olympique d'El Menzah, Tunis Scheidsrechter: Tamuni Wahid |

|                          |               |     |                                        |                                                              |
| 3 oktober 2008 20:00 UTC | GD Interclube | 2-3 | Club Sportif Sfaxien                   | Estádio dos Coqueiros ,Luanda Scheidsrechter: AGBOVI William |
| 3 oktober 2008 20:00 UTC | 34' Zinga 78' |     | Kouassi Blaise 12' Karim Nafti 37' 76' | Estádio dos Coqueiros ,Luanda Scheidsrechter: AGBOVI William |

|                           |                                    |     |               |                                                        |
| 19 oktober 2008 17:10 UTC | Club Sportif Sfaxien               | 2-0 | Club Africain | Stade Taïeb Mhiri, Sfax Scheidsrechter: Keita Yakhouba |
| 19 oktober 2008 17:10 UTC | Karim Nafti 34' Karim Ben Amor 90' |     |               | Stade Taïeb Mhiri, Sfax Scheidsrechter: Keita Yakhouba |

|                             |                                                              |     |                     |                                                                |
| 19 oktober , 2008 17:10 UTC | Haras El Hodood                                              | 4-1 | GD Interclube       | Alexandria Stadium, Alexandria Scheidsrechter: Mwandike Victor |
| 19 oktober , 2008 17:10 UTC | Mohamed Meky 1' 20' Mohamed Fawzi 40' Ahmed Abd El-Ghany 70' |     | Pedro Henriques 85' | Alexandria Stadium, Alexandria Scheidsrechter: Mwandike Victor |

#### Groep B
| Team                     | Pld | W | D | L | GF | GA | GD | Pts |
| ------------------------ | --- | - | - | - | -- | -- | -- | --- |
| Étoile Sportive du Sahel | 6   | 3 | 1 | 2 | 8  | 6  | +2 | 10  |
| Al-Merreikh Omdurman     | 6   | 3 | 0 | 3 | 9  | 8  | 1  | 9   |
| JS Kabylie               | 6   | 3 | 0 | 3 | 8  | 9  | −1 | 9   |
| Asante Kotoko            | 6   | 2 | 1 | 3 | 7  | 9  | −2 | 7   |

|                            |                                                                          |     |                                  |                               |
| 16 augustus 2008 16:00 GMT | Al-Merreikh Omdurman                                                     | 3-1 | JS Kabylie                       | Al Merreikh Stadium, Omdurman |
| 16 augustus 2008 16:00 GMT | Mugahid Ahmed Mohamed 01' Mugahid Ahmed Mohamed 12' Alaa Abdul-Zahra 51' |     | Saad Attiya (eigen doelpunt) 40' | Al Merreikh Stadium, Omdurman |

|                            |                                 |     |               |                                   |
| 17 augustus 2008 17:10 GMT | Étoile Sportive du Sahel        | 2-0 | Asante Kotoko | Stade Olympique de Sousse, Sousse |
| 17 augustus 2008 17:10 GMT | Emeka Opara 13' Emeka Opara 70' |     |               | Stade Olympique de Sousse, Sousse |

|                            |                |     |                      |                                                                                       |
| 31 augustus 2008 14:30 UTC | Asante Kotoko  | 1-0 | Al-Merreikh Omdurman | Baba Yara(formerly Kumasi) Sports Stadium, Kumasi Scheidsrechter: Mdume Gil Sebastian |
| 31 augustus 2008 14:30 UTC | Eric Bekoe 87' |     |                      | Baba Yara(formerly Kumasi) Sports Stadium, Kumasi Scheidsrechter: Mdume Gil Sebastian |

|                            |                     |     |                          |                                                                           |
| 29 augustus 2008 19:30 UTC | JS Kabylie          | 1-0 | Étoile Sportive du Sahel | Stade 1er Novembre (Tizi Ouzou), Tizi Ouzou Scheidsrechter: Younis Yasser |
| 29 augustus 2008 19:30 UTC | Nassim Oussalah 57' |     |                          | Stade 1er Novembre (Tizi Ouzou), Tizi Ouzou Scheidsrechter: Younis Yasser |

|                             |                                  |     |                      |                                   |
| 13 september 2008 20:00 UTC | Étoile Sportive du Sahel         | 2-1 | Al-Merreikh Omdurman | Stade Olympique de Sousse, Sousse |
| 13 september 2008 20:00 UTC | Mehdi Meriah 50' Emeka Opara 78' |     | Haytham Tambal 85'   | Stade Olympique de Sousse, Sousse |

|                             |                                                |     |                    |                                                   |
| 13 september 2008 15:00 UTC | Asante Kotoko                                  | 3-1 | JS Kabylie         | Baba Yara(formerly Kumasi) Sports Stadium, Kumasi |
| 13 september 2008 15:00 UTC | Eric Bekoe 39' Jordan Opoku 57' Eric Bekoe 72' |     | Tayeb Berramla 91' | Baba Yara(formerly Kumasi) Sports Stadium, Kumasi |

|                             |                              |     |                          |                                                               |
| 20 september 2008 19:00 UTC | Al-Merreikh Omdurman         | 2-0 | Étoile Sportive du Sahel | Al Merreikh Stadium, Omdurman Scheidsrechter: Kapanga Patrick |
| 20 september 2008 19:00 UTC | Idahor 39' (pen.) Idahor 76' |     |                          | Al Merreikh Stadium, Omdurman Scheidsrechter: Kapanga Patrick |

|                             |                                       |     |               |                                                                              |
| 21 september 2008 20:30 UTC | JS Kabylie                            | 2-0 | Asante Kotoko | Stade 1er Novembre (Tizi Ouzou), Tizi Ouzou Scheidsrechter: Aboubacar Sharaf |
| 21 september 2008 20:30 UTC | Adlène Bensaid 07' Tayeb Berramla 84' |     |               | Stade 1er Novembre (Tizi Ouzou), Tizi Ouzou Scheidsrechter: Aboubacar Sharaf |

|                          |                                        |     |                                                |                                                                                 |
| 4 oktober 2008 15:00 UTC | Asante Kotoko                          | 2-2 | Étoile Sportive du Sahel                       | Baba Yara(formerly Kumasi) Sports Stadium, Kumasi Scheidsrechter: Eyene Lambert |
| 4 oktober 2008 15:00 UTC | Kwabena Yaro 08' (pen.) Eric Bekoe 79' |     | Slim Jedaied 64' (pen.) Mohamed Ali Nafkha 85' | Baba Yara(formerly Kumasi) Sports Stadium, Kumasi Scheidsrechter: Eyene Lambert |

|                          |                                        |     |                      |                                                                         |
| 5 oktober 2008 20:00 UTC | JS Kabylie                             | 3-1 | Al-Merreikh Omdurman | Stade 1er Novembre (Tizi Ouzou), Tizi Ouzou Scheidsrechter: Atsoo Kokou |
| 5 oktober 2008 20:00 UTC | Demba Barry 61, 72' Nouri Ouznadji 63' |     | Alaa Abdul-Zahra 85' | Stade 1er Novembre (Tizi Ouzou), Tizi Ouzou Scheidsrechter: Atsoo Kokou |

|                           |                           |     |                |                                                                |
| 18 oktober 2008 17:10 UTC | Al-Merreikh Omdurman      | 2-1 | Asante Kotoko  | Al Merreikh Stadium, Omdurman Scheidsrechter: Musungayi Mpunga |
| 18 oktober 2008 17:10 UTC | Abdelhamid Ammari 10' 24' |     | Eric Bekoe 21' | Al Merreikh Stadium, Omdurman Scheidsrechter: Musungayi Mpunga |

|                           |                                                  |     |            |                                                                |
| 18 oktober 2008 17:10 UTC | Étoile Sportive du Sahel                         | 2-0 | JS Kabylie | Stade Olympique de Sousse, Sousse Scheidsrechter: Ambaya Jamal |
| 18 oktober 2008 17:10 UTC | Ammar Al Jamal 11' Mohamed Ali Nafkha 90' (pen.) |     |            | Stade Olympique de Sousse, Sousse Scheidsrechter: Ambaya Jamal |

### Finale
De wedstrijden werden op 8 en 22 november gespeeld.
| Team 1               | Tot.    | Team 2                   | 1e wedstr. | 2e wedstr. |
| -------------------- | ------- | ------------------------ | ---------- | ---------- |
| Club Sportif Sfaxien | (u) 2-2 | Étoile Sportive du Sahel | 0-0        | 2-2        |

|                      |                       |     |                          |                                                         |
| 2008-11-08 14:00 UTC | Club Sportif Sfaxien  | 0-0 | Étoile Sportive du Sahel | Stade Taïeb Mhiri, Sfax Scheidsrechter: Benouza Mohamed |
| 2008-11-08 14:00 UTC | Apoko Mardassi Mrabet |     | Sakho                    | Stade Taïeb Mhiri, Sfax Scheidsrechter: Benouza Mohamed |

|                      |                           |     |                          |                                                                |
| 2008-11-22 14:00 UTC | Étoile Sportive du Sahel  | 2-2 | Club Sportif Sfaxien     | Stade Olympique de Sousse, Sousse Scheidsrechter: Eddy Maillet |
| 2008-11-22 14:00 UTC | Opara 57' Boushehewah 78' |     | Apoko 2' Karim Nafti 74' | Stade Olympique de Sousse, Sousse Scheidsrechter: Eddy Maillet |